# 諏訪盛條
諏訪 盛條（すわ もりえだ、正保2年12月5日（1646年1月21日） - 元禄8年4月3日（1695年5月15日））は、江戸時代前期の旗本。
信濃国諏訪藩2代藩主諏訪忠恒の四男。3代藩主諏訪忠晴の弟。母は中嶋氏。子に盛就がいる。通称は右近、五郎左衛門。
寛文6年（1666年）8月21日、将軍徳川家綱に拝謁する。寛文7年（1667年）11月27日、御書院番士となり、寛文9年（1670年）12月21日廩米300俵を賜る。日光東照宮の仏殿修補の奉行を務めたことから元禄3年（1690年）黄金10枚を拝賜し、元禄4年（1691年）閏8月12日に小十人頭となる。元禄6年（1693年）12月18日には廩米200俵を加増された。
元禄8年（1695年）に江戸で死去。享年51。法名は接水。深川の恵然寺に葬られた。